# Mark Kent
Mark Andrew Geoffrey Kent es un diplomático británico que actuó como Embajador del Reino Unido en Argentina desde julio de 2016 a junio de 2021. Anteriormente desempeñó la misma función en Tailandia. Desde 2022 será Director Ejecutivo de la Scotch Whisky Association (SWA) es la asociación reguladora de la denominación «Scotch Whisky». Sucederá en el cargo a la también ex diplomática Karen Betts.

## Carrera
Se graduó en Derecho en la Universidad de Oxford. Tiene un título de máster en Derecho Europeo y Economía de la Universidad Libre de Bruselas en Bélgica, y tiene un título de postgrado en Administración de Empresas en la Universidad Abierta del Reino Unido. Además del inglés, habla español, portugués, francés, neerlandés, vietnamita y tailandés.
Ingresó al servicio diplomático británico en 1987, como asistente en la Dirección de Cercano Oriente y África del Norte del Ministerio de Relaciones Exteriores y de la Mancomunidad de Naciones. En 1989 fue nombrado segundo secretario en la sección de Política y Prensa de la embajada británica en Brasilia, hasta 1993. Luego ocupó diversos cargos en la Embajada británica en Ciudad de México primero como Consejero Comercial y luego como Cónsul General. Entre 1998 y 2000 fue portavoz de la Cancillería Británica en asuntos del Medio Oriente y Kosovo.
También cumplió funciones en la Representación del Reino Unido ante la Unión Europea, y en el Cuartel General Supremo de las Potencias Aliadas en Europa (SHAPE), en 2004 y 2005; ambos cargos en Bruselas. Fue Director de Migraciones entre 2005 y 2007 y entre 2007 y 2010 fue Embajador ante la República Socialista de Vietnam.
En 2012 fue designado Embajador ante el Reino de Tailandia, cargo que dejó en abril de 2016 cuando fue nombrado Embajador ante la República Argentina, tomando funciones en julio del mismo año. En octubre de 2016, el Reino Unido anunció el lanzamiento de misiles desde las islas Malvinas, disputadas con Argentina. La Cancillería Argentina citó a Kent al respecto. Ante la prensa, Kent negó haber recibido el comunicado realizado por el gobierno argentino en rechazo a las prácticas militares en las islas; como así también no quiso contestar a un periodista que le preguntó por el por qué de los operativos militares.
En cuanto a su vida personal, está casado y tiene dos hijos.